# 生物多様性の観点から重要度の高い湿地
生物多様性の観点から重要度の高い湿地（せいぶつたようせいのかんてんからじょうじゅうどのたかいしっち）は、環境省によって選定された、生物多様性を保全する観点から重要度が高い日本国内の633ヶ所の湿地である。略称、重要湿地。2001年（平成13年）に選定された日本の重要湿地500を見直したもので、2016年（平成28年）4月22日に公表された。

## 一覧

### 区分1
北海道
- 利尻島湿地群
- 利尻島・礼文島周辺沿岸
- 久種湖
- メグマ沼湿原，声問大沼・声問川
- 猿払原野
- クッチャロ湖
- サロベツ原野
- 天塩川
- 中峰の平湿原
- 松山湿原およびピヤシリ湿原
- コムケ湖
- シブノツナイ湖
- サロマ湖
- 能取湖
- 網走能取岬周辺沿岸
- 網走湖
- 藻琴湖および濤沸湖
- ガッタンコ湿原
- 知床半島サケ・カラフトマス遡上河川群
- 知床半島山稜湿原
- 知床半島東部沿岸
- 野付半島，野付湾，尾岱沼
- 標津湿原
- 茨散沼湿原，兼金沼・西別川湿原
- 根室半島湿原群
- 根室湾干潟
- 風蓮湖，春国岱，温根沼および周辺湿原群
- ユルリ島湿原
- 霧多布湿原・幌戸湿原および地先沿岸
- 火散布沼および藻散布沼
- 厚岸湖
- 厚岸湾
- 別寒辺牛湿原
- 屈斜路湖周辺および釧路川源流域
- 阿寒湖と流入・流出河川
- 釧路湿原
- 然別湖
- 馬主来沼
- キナシベツ湿原および音別川・尺別川
- 十勝海岸湖沼群
- 十勝川下流湖沼群
- 更別湿原
- 襟裳岬周辺沿岸
- 朱鞠内湖
- 浮島湿原
- 大雪山系旭岳周辺湿原群
- 大雪山系トムラウシ山周辺湿原群
- 雨竜沼湿原
- 原始ヶ原湿原
- かなやま湖
- 石狩川流域湖沼群
- 美唄湿原
- 月ヶ湖湿原
- 幌向湿原
- 石狩川河口
- 旧長都沼
- 千歳川
- 勇払原野湿原群
- 厚真水田および鵡川水田
- 鵡川河口
- ホロホロ湿原
- 倶多楽湖
- ヨコスト湿原
- キウシト湿原
- 篠路福移湿原
- 泊村盃地区地先沿岸
- 後志山地湿原群
- ニセコ連山湿原群
- 朱太川水系
- 歌才湿原
- 静狩湿原
- 大沼と周辺湿地
- 横津岳湿原群
- 汐首岬周辺沿岸
- 函館湾周辺沿岸

### 区分2
青森県・岩手県・宮城県・秋田県・山形県・福島県
- 下北半島大間崎周辺沿岸
- 尻屋崎周辺沿岸域
- 猿ヶ森砂丘と後背湿地
- 小川原湖湖沼群
- 仏沼
- 陸奥湾
- 宇曽利山湖
- 川内川上流域
- 十三湖および岩木川河口
- 屏風山湿原池沼群
- 津軽平野ため池群
- 八甲田山湿原群
- 十和田湖
- 安家川
- 北上川上流域の染田川
- 八幡平周辺湿原群
- 南八幡平山稜湿原群
- 春子谷地湿原
- 焼石岳北面雪田
- 一関市のため池群と周辺湿地
- 栗駒山湿原群
- 三陸リアス海岸の湾奥沿岸
- 三陸沿岸の外洋性藻場
- 広田湾
- 気仙沼舞根湾
- 南三陸海岸
- 南三陸志津川湾
- 万石浦
- 仙台湾および仙台海浜
- 伊豆沼・内沼および周辺湖沼群
- 蕪栗沼および周辺水田
- 平筒沼
- 相野沼
- 化女沼
- 旧品井沼周辺ため池群
- 北上川河口部および長面浦
- 田谷地沼，かば谷地，すげ沼湿地池沼群
- 蔵王山周辺湿原群
- 米代川河口および周辺湖沼群
- 男鹿半島沿岸
- 八郎潟を含む秋田平野湖沼群
- 塩曳潟
- 雄物川中流域湖沼群
- 横手市から仙北郡にかけてのため池群
- 仙北および平鹿地方の湧水群
- 田代岳湿地
- 和賀岳・朝日岳の雪田
- 苔沼
- 虎毛山湿地
- 加田喜沼
- 鳥海山北麓湿地群
- 鳥海山湿原群
- 月光川・日向川水系および周辺湖沼群
- 鮭川・泉田川水系および周辺湖沼群
- 飛島周辺沿岸
- 最上川河口
- 最上川・赤川水系のウケクチウグイ生息河川
- 河島山麓堤群
- 乱川扇状地の湧水湿地
- 大山上池・下池
- 月山・湯殿山湿原群
- 朝日連峰湿原群
- 飯豊連峰湿原群
- 吾妻山周辺湿原群
- 松川浦
- 雄国沼湿原
- 裏磐梯湖沼群
- 猪苗代湖とその流入河川
- 赤井谷地湿原群およびため池群
- 矢の原湿原
- 駒止・宮床湿原
- 田代山湿原
- 尾瀬ヶ原および尾瀬沼
- 会津駒ケ岳周辺湿原群
- 高野池
- 小名浜・塩屋崎の周辺沿岸
- 鮫川河口

### 区分3
茨城県・栃木県・群馬県・埼玉県・千葉県・東京都・神奈川県・新潟県・山梨県・静岡県
- 飯豊連峰湿原群
- 尾瀬ヶ原および尾瀬沼
- 北茨城市地先海岸
- 伊師浜，小貝浜および高磯
- 那珂湊地先沿岸
- 千波湖
- 涸沼
- 霞ケ浦・北浦水系の河川・湖沼群
- 利根川下流部
- 菅生沼
- 那須山麓湿地群
- 大田原市の湧水湿地
- 鬼怒川中流域の河川敷と周辺湿地
- 上河戸・河戸新田のため池群
- 鬼怒沼湿原
- 中禅寺湖
- 湯ノ湖，戦場ヶ原，小田代原の周辺湿地
- 弁天沼湿原
- 宇都宮周辺湿地
- 渡良瀬遊水地および周辺水田
- 多々良沼・城沼および多々良川
- 茂林寺沼湿原
- 八瀬川
- 利根川源流山稜高層湿原群
- 芳ヶ平湿原など草津周辺湿原群
- 覚満淵湿原および赤城大沼
- 武尊山周辺湿原群
- 大峰沼湿原
- 杉戸町の遊水池
- 宝蔵寺沼
- 見沼代用水
- 白子川流域の湧水群
- 妙音沢の大沢・小沢
- 狭山丘陵周辺の湿地
- 犬吠埼周辺沿岸
- 九十九里浜
- 東総地域のため池群および周辺水路
- 小野川
- 北総地域の谷津田
- はきだし沼
- じゅん菜池
- 市川市大町周辺の谷津田
- 房総丘陵小櫃川・養老川・夷隅川水系の水田・休耕田
- 成東湿原
- 鋸山・富山・愛宕山周辺の水田・休耕田
- 一宮川・夷隅川の河口部
- 鵜原地先沿岸，鯛ノ浦
- 館山湾
- 館山波佐間，坂田
- 東京湾の干潟・浅瀬
- 水元小合溜
- 多摩丘陵地帯の湧水湿地
- 式根島港周辺
- 八丈島周辺沿岸
- 小笠原諸島陸水域
- 小笠原諸島周辺の砂浜海岸および周辺浅海域
- 二ツ池
- 三浦半島の湾・入江干潟および沿岸
- 相模川中流域
- 相模川の河口部
- 芦ノ湖
- 仙石原湿原
- 真鶴岬周辺沿岸
- 佐渡島北部沿岸
- 加茂湖および国中平野の水田地帯
- 佐渡島南部沿岸
- 松ノ木平の池および周辺池沼
- 地本湧水
- 新潟海岸
- 信濃川および阿賀野川の下流域
- 佐潟および鳥屋野潟を含む新潟砂丘湖沼群
- 柏崎沿岸
- 魚沼地方のシナイモツゴ生息ため池・池沼群
- 苗場山周辺湿原
- 妙高高原周辺湿原
- 頸城湖沼群
- 上越市（三和区）のため池群
- 白馬岳周辺湿地群
- 河口湖
- 山中湖
- 西湖
- 忍野村湧水群
- 韮崎市の両生類生息地
- 初島周辺沿岸
- 伊豆半島南東部沿岸
- 伊豆半島西部沿岸
- 柿田川湧水群
- 小田貫湿原
- 猪之頭湧水群
- 麻機遊水地
- 大井川中流域
- 御前崎周辺沿岸
- 遠州灘海岸
- 桶ヶ谷沼および鶴ヶ池
- 浜名湖
- 浜名湖周辺湧水湿地群

### 区分4
富山県・石川県・福井県・長野県・岐阜県・愛知県・三重県
- 苗場山周辺湿原
- 白馬岳周辺湿地群
- 志賀高原周辺湿原群
- 黒姫山湖沼・湿原群
- 逆サ川
- 茶臼山周辺のため池群
- 霧ケ峰湿原群
- 諏訪湖および流入河川
- 仁科三湖および周辺湖沼・湿地群
- 乗鞍岳湿原
- 安曇野蓼川周辺湧水河川
- 伊那谷南西部湧水湿地群
- 弥陀ヶ原湿原および大日平湿原を含む立山周辺湿原群
- 白木峰山頂周辺
- 富山湾
- 氷見市周辺の湿地群
- 奥能登・中能登の湿地群
- 雲津沖
- 七尾湾
- 旧内浦町地先沿岸
- 舳倉島，七ッ島周辺沿岸
- 能登半島西部沿岸
- 能登半島西海岸から加賀北部海岸および口能登の湿地群
- 白山の湿原・雪田草原
- 片野鴨池
- 柴山潟
- 木場潟
- 南加賀地方のアベサンショウウオの生息湿地
- 北潟湖
- 九頭竜川下流域および流域湖沼
- 陣ヶ岡丘陵地域
- 大野市の湧水
- 越前町の周辺湿地
- 越前市（旧武生市）の湧水
- 越前市（旧武生市）のアベサンショウウオ生息地
- 夜叉ヶ池および周辺湿地
- 中池見湿地
- 池河内湿原
- 三方五湖および周辺湿地
- 小浜市田烏の小湾
- 天生湿原
- 東濃・中濃地域湿地群
- 津保川流域の農業用水系
- 養老地域の湧水群
- 新堀川（伊自良川支流）の上・下流域
- 木曽三川合流域の河川・水路およびため池群
- 長良川・木曽川水系のサツキマス，ネコギギの生息河川
- 遠州灘海岸
- 伊良湖岬周辺沿岸
- 三河湾
- 豊川水系鳳来寺山から鞍掛山周辺の細流群
- 作手中間湿原群
- 田之士里湿原および周辺の中間湿原
- 東三河・渥美半島湧水湿地群
- 西三河地域湧水湿地群
- 小堤西池
- 尾張丘陵・知多半島地域湧水湿地群
- 濃尾平野外縁部のため池群
- 伊勢湾
- 北勢地域湧水湿地群
- 北勢・伊賀地域のため池群
- 祓川
- 志摩半島南部沿岸
- 熊野灘リアスの汽水域
- 船越大池

### 区分5
滋賀県・京都府・大阪府・兵庫県・奈良県・和歌山県
- 木之本町の農業用水系
- 山門湿原
- 饗庭野湿原
- 彦根から米原地域の湧水群
- 河内風穴
- 滋賀県湖東・湖南地域のため池群
- 琵琶湖
- 淀川水系
- 亀岡市の水田地帯
- 丹後半島沿岸から若狭湾
- 八丁平湿原
- 深泥池湿地
- 京都市・丹波・山城地域のナゴヤダルマガエルの生息地
- 由良川源流域
- 大フケ湿原および周辺湿地
- 丹後・但馬地域のアベサンショウウオの生息地
- 生駒・信貴山麓，矢田丘陵地のため池群
- 丸山湿原群
- 尼崎市臨海部
- 浜甲子園
- 六甲山北面沢地群
- 神戸市北区藍那地区の湿地
- 淡路島中南部の農業用水系
- 洲本地先沿岸
- 家島周辺沿岸
- 夢前川右岸の水路
- 揖保川河口および新舞子海岸
- 砥峰高原湿地
- 加古川源流域および黒井川流域
- 羽束川および西山川
- 東播磨北部地域の農業用水系
- あびき湿原
- 加古川河口
- 千種川水系の安室川
- 佐用郡佐用町の農業用水系
- 千種川の河口部
- 円山川下流域および周辺水田
- 岸田川支流の最上流域
- お亀池
- 紀伊半島のキリクチの生息河川
- 二津野ダム
- 紀の川・和歌川の河口部
- 有田川河口
- 沼池
- 日高川河口
- 田辺市から日高郡のため池群
- 和歌山千里の浜
- 南紀白浜から南紀田辺
- 串本町田原地区の水田・湿地
- 串本町西岸および通夜島北岸
- ゆかし潟および太田川河口
- 新宮藺沢浮島の森

### 区分6
鳥取県・島根県・岡山県・広島県・山口県・徳島県・香川県・愛媛県・高知県
- 岩美地先沿岸
- 唐川湿原
- 牧谷湿原
- 菅野湿原
- 多鯰ヶ池
- 神戸ノ上湿地
- 中海
- 隠岐島周辺沿岸
- 宍道湖
- 神西湖
- 十六島周辺沿岸
- 赤名湿原
- 隠岐島（島後）の陸水域
- 能義平野の水田地帯
- 地倉沼
- 岡山平野の河川および周辺水田
- 錦海塩田跡地
- 児島湖および阿部池
- 永江川河口
- 味野湾および玉野湾
- 笠岡湾・北木島周辺
- 蒜山上徳山地区の湿地
- 鯉ヶ窪湿原およびおもつぼ湿原
- 細ノ洲
- ハチの干潟および賀茂川河口
- 安芸灘生野島
- 安芸湾三津口
- 帝釈川
- 世羅台地の湧水湿地およびため池群
- 東広島市の湧水湿地およびため池群
- 東八幡原および西八幡原
- 宮島
- 広島湾江田島
- 安芸灘屋代島
- 佐波川・椹野川河口，秋穂湾，山口湾
- 厚東川・有帆川・厚狭川河口
- 厚狭川下流農業用水系
- 秋芳洞の地下水系
- 小野湖
- 仙崎湾の汽水域および阿武川河口
- 青海島周辺沿岸
- 油谷湾
- 鳴門海峡
- 吉野川および勝浦川の河口部と周辺
- ジョガマル池
- 黒沢湿原
- 大津田川流域の用水路網
- 橘湾
- 蒲生田海岸および周辺湿地
- 伊島および周辺沿岸
- 日和佐大浜海岸
- 牟岐大島周辺沿岸
- 出羽島の大池
- 浅川湾の汽水域
- 宍喰地先沿岸
- 豊島ため池群
- 満濃池および周辺のため池群
- 土器川河口
- 東讃部および中讃部の水田・ため池群
- 加茂川河口
- 医王池湿地
- 高縄半島のため池群
- 重信川河口
- 皿ヶ嶺湿地
- 赤蔵ヶ池
- お吉泉と周辺水路
- 肱川下流域の農業用水系
- 鹿野川ダム
- 伊方町地先沿岸
- 宇和海島嶼部周辺沿岸
- 御荘湾の汽水域
- 龍河洞の地下水系
- 物部川杉田ダム
- 旧夜須町地先沿岸
- 室戸岬周辺沿岸
- 横碆周辺沿岸
- 須崎湾の汽水域
- 浦ノ内湾
- サンショウウオの生息湿地
- 四万十川下流域・河口
- 四万十市トンボ自然公園
- 土佐清水鵜碆・平碆，見残し，沖の島周辺沿岸

### 区分7
福岡県・佐賀県・長崎県・熊本県・大分県・宮崎県・鹿児島県・沖縄県
- 奥畑川河口および大積干潟
- 曽根干潟
- お糸池
- 今川河口，長峡川河口
- 広谷湿原
- 長井浜から西角田漁港周辺干潟
- 北九州市若松区周辺の湿地群
- 遠賀川水系の河川および水路
- 筑前大島および地島周辺沿岸
- 津屋崎干潟および周辺農業用水路
- 古賀市および福津市のため池群
- 福岡湾
- 福岡湾の流入河川およびため池群
- 加布里湾および雷山川河口
- 一貴山川河口
- 旧田主丸町の農業水路
- 有明海および筑後川河口
- 筑紫平野および佐賀平野の河川，水路
- 野依新池および靡松池など豊前地域のため池群
- 樫原湿原
- 星賀塩生湿地
- いろは島周辺沿岸
- 仮屋湾の汽水域
- 東松浦半島北部沿岸
- 伊万里湾
- 平尾免地先沿岸
- 志々伎湾
- 平戸海峡
- 九十九島周辺沿岸
- 壱岐島の河川およびため池群
- 壱岐島石影浦
- 対馬渓流域
- 対馬浅茅湾および綱浦
- 対馬田ノ浜
- 七ツ釜鍾乳洞の地下水系
- 久良木湿地
- 黒崎永田湿地
- 神代川
- 島原半島南部沿岸
- 志津川のオキチモズクの生育地
- 江津湖・上江津湖水系
- 菊池川河口，白川河口，緑川河口
- 不知火干潟周辺
- 球磨川河口
- 球磨郡相良村の湿地
- 人吉市中神町の湿地
- 球磨川水系のオキチモズクの生育地
- 天草・大矢野島周辺沿岸
- 白嶽湿原
- 天草灘通詞島周辺沿岸
- 苓北町富岡地先沿岸
- 羊角湾
- 天草牛深周辺沿岸
- 天草山地の源流域
- 水俣市袋湾および西浦半島周辺の干潟
- 九州中央山地の源流域
- 祖母傾山系源流域
- 姫島周辺沿岸
- 中津海岸および宇佐海岸
- 安心院町など宇佐市山間部のため池群
- 守江湾
- 小深江漁港周辺干潟
- 猪の瀬戸湿原
- 小田の池
- 金鱗湖周辺の温泉水路
- 九重火山群湿原
- 松岡および敷戸のため池群
- 北川湿原
- 島浦島を含む日豊海岸
- 五ヶ瀬川，祝子川，北川と河口部
- 遠見半島周辺の浅海域
- 門川湾および御鉾ヶ浦
- 大淀川水系岩瀬川オオヨドカワゴロモ自生地
- 大淀川水系中下流域
- 宮崎市周辺の河口および砂浜海岸
- 宮崎市の湧水湿地
- 青島周辺沿岸
- 日南海岸の汽水域
- 日南から南郷のため池群
- 栄松地先沿岸
- 都井岬周辺沿岸
- 本城川河口および福島川河口
- 霧島山系草原の湿地
- 志布志のカワゴケソウ類の生育河川
- 鹿児島湾
- 大隅半島山地の源流域
- 大隅半島中南部の河川支流
- 志布志湾沿岸および周辺河川域
- 大隅半島のカワゴケソウ類の生育地
- 阿久根地先沿岸
- 長島周辺沿岸
- 出水干拓地
- 川内川中流域
- 川内川河口の周辺湿地
- いちき串木野市羽島地先沿岸
- 藺牟田池
- 甑島周辺沿岸
- 薩摩半島のカワゴケソウ類およびオキチモズクの生育地
- 鰻池
- 万之瀬川河口および吹上浜
- 大浦川河口
- 種子島の砂浜海岸とサンゴ礁
- 種子島のマングローブ湿地
- 一湊川のカワゴケソウ類の生育地
- 屋久島宮之浦川
- 屋久島西部海岸
- 屋久島栗生塚崎
- 栗生川
- 屋久島花之江河周辺
- 笠利湾
- 奄美大島の川内川および内海
- 住用湾流入河川および河口部
- 奄美大島南部の渓流域
- 奄美大島大和村の湿地
- 加計呂麻島の海岸湿地群
- 勝浦川下流域の農業用水系
- 徳之島山地水域
- 徳之島神之嶺，カンニシ港
- 沖永良部島の浅海域
- 百合ヶ浜礁池
- 麦屋湧水地のシマチスジノリ生育地
- 伊平屋島田名湿地帯
- やんばる河川群
- 沖縄本島東沿岸
- 慶佐次マングローブと流入河川
- 喜如嘉の湿地帯
- 塩屋湾
- 大浦川および河口部
- 屋我地（羽地内海を含む）
- アミスガー
- 瀬底島の小湿地および周辺沿岸
- 塩川
- 水納島周辺沿岸
- 慶武原川
- 大久保ガー
- 漢那ダム
- 億首川流域
- 屋嘉田潟原
- 瀬良垣海岸
- 残波岬周辺沿岸
- 伊計島東岸地先
- 藪地島周辺沿岸
- 中城湾
- 大山湿地
- 漫湖
- 育徳泉
- 具志干潟から大嶺岬周辺沿岸
- 与根干潟および豊崎干潟
- 米須海岸
- 斉場御獄
- コマカ島
- 屋富祖井
- 慶良間諸島渡嘉敷島の山地水域
- 慶良間諸島周辺沿岸
- 渡名喜島周辺沿岸
- 久米島の渓流・湿地
- 久米島の干潟および河口
- 南大東島の池と洞窟群
- 八重干瀬
- 池間湿原と周辺サンゴ礁
- 島尻入江
- 宮古島中北部の湿地
- 宮古島の洞窟群と湧泉群
- 宮古島東部（東平安名崎）沿岸
- 嘉手刈入江
- 与那覇湾および周辺
- 伊良部島の入江
- 平久保半島北東沿岸
- 嘉良川
- 吹通川河口および沿岸
- 川平湾，米原地先沿岸
- カビラ湧水および川平の水田
- 御神崎から石崎地先沿岸
- 名蔵湾および名蔵川集水域
- 宮良湾および宮良川集水域
- 白保海岸とその沿岸
- 石西礁湖
- 西表島の山地陸水域
- 西表島の平地部の陸水域
- 仲間川
- 後良川，相良川，前良川
- 由布島および干潟
- 小浜島（細崎からアカヤ崎）
- 船浦湾と流入河川
- 浦内川
- 西表島南西部海域および河口
- 与那国島の湿地・河川